# (5553) Chodas
(5553) Chodas est un astéroïde de la ceinture principale.

## Description
(5553) Chodas est un astéroïde de la ceinture principale. Il fut découvert le 6 février 1984 à la station Anderson Mesa par Edward L. G. Bowell. Il présente une orbite caractérisée par un demi-grand axe de 2,73 UA, une excentricité de 0,21 et une inclinaison de 9,8° par rapport à l'écliptique.

## Compléments